# Lapo Pistelli

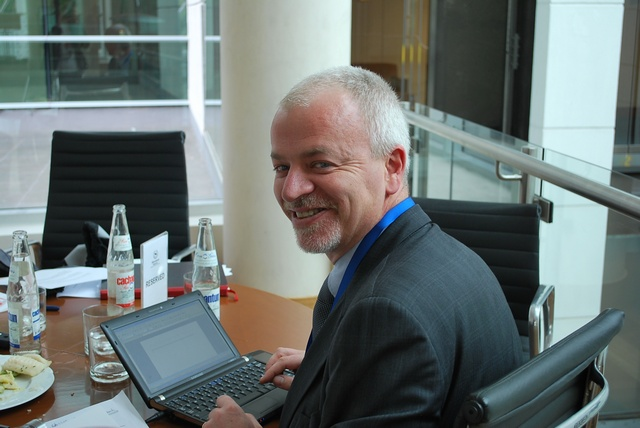
Lapo Pistelli

Lapo Pistelli este un om politic italian, membru al Parlamentului European în perioada 2004-2009 din partea Italiei.
1. ↑   http://dati.camera.it/ocd/mandatoCamera.rdf/mc17_50185_20130305, accesat în 12 iulie 2017 Lipsește sau este vid: |title= (ajutor)
2. ↑  Deputații în Parlamentul European